# Ophicalcite

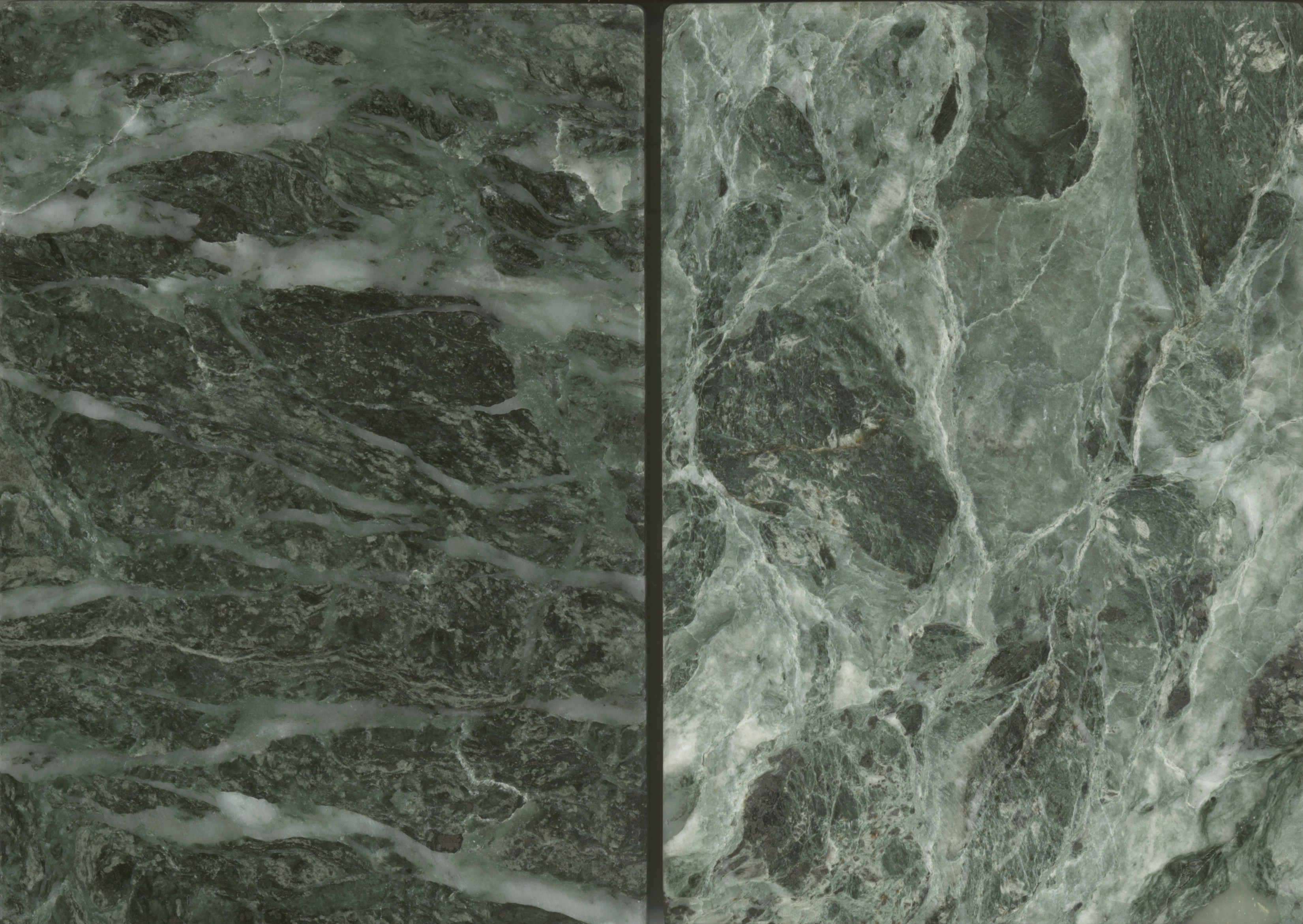
Ophicalce de la vallée d'Aoste.

Une ophicalce (Brongniart) est une roche carbonatée, appelée aujourd'hui ophicalcite. C'est un calcaire cristallin composé de calcite et de serpentine, c'est-à-dire une variété de marbre à base de serpentine. Certaines sont très connues comme les marbres à serpentine Vert de Gênes ou Vert Maurin.

## Étymologie
Le mot vient du latin calce (chaux) puis calcite (minéral) et du grec ophi (serpent) car ces roches trouvées dans des ophiolites ont parfois l'apparence d'une peau de serpent (présence de Serpentine). Elle été classifiée sous ce nom par Alexandre Brongniart.

## Définition
Ce terme de géologie a été défini par Alexandre Brongniart  au XIXe siècle. De nos jours on parle d'ophicalcite, terme employé en particulier pour les roches sous-marines du manteau océanique (et ophiolites)
- Mélange de calcaire et de serpentine, cristallisation
- Calcaire sédimentaire disposé par veines entrelacées[2] qu'on trouve en couches ou en amas dans les terrains schisteux.
- Roche à base phanérogène formée de calcaire et de serpentine, de silicate de magnésie, parfois remplacée par du talc ou de la chlorite, de la smaragdite et stéatite[3] contenant aussi du mica, du fer, voire des fossiles (marbre des Pyrénées).

Elle forme des couches, des amas, des filons à texture saccharoïdienne et parfois les matières talcites forment des sortes des réseaux enveloppant des noyaux de calcaire.

## Origine et métamorphisme
Cette roche saccharoïde ou bréchiforme donne différentes variétés de  marbres  (par exemple, Verde antico). Elle est constituée d'une base de calcaire (ou calcite), avec de la serpentine, du talc, de la biotite ou de la chlorite, ce qui l'apparente aux stéatites. Elle se trouve en couches subordonnées dans les micaschistes primitifs, et dans les porphyres et syénites de transition.
L'ophicalce est une roche sédimentaire métamorphisée, tandis que la serpentinite est une roche plutonique altérée.

## La classification de Brongniart
Alexandre Brongniart partage les roches mélangées à base de calcaire en trois espèces : le cipolin, le calciphire et l'ophicalce. Il distingue trois catégories de cette roche :
- Ophicalce grenue : c’est un calcaire saccharoïde qui contient de la serpentine disséminée et du talc, parfois du mica. Structure massive et non schistoïde distingue du marbre cipolin.
  - On en trouve dans les Pyrénées et il contient des entroques, et des fossiles, des ammonites, des coquilles bivalves et du fer. Mont-Saint-Philippe près de Sainte-Marie-aux-Mines dans les Vosges alsaciennes, montagne de Barèges dans les Pyrénées, Égypte Marbre  de Coséir (Quseir), Glen Tilt (en)  en Écosse.
- Ophicalce réticulée: dont la masse offre des noyaux (« noduleux ») de calcaire compacte fin, ovoïde, et serrés et réunis par un réseau de serpentine talqueuse, tel le marbre Campan ou marbre pyrénéen d’Espiadet, il contient des entroques et du fer.
  - Denée, Val Saint-Christophe en Isère,Vallée d'Estours en Ariège, Vallée de la Musel (amandes grises ou rougeâtres avec texture saccharoïde). Lebach, Marbre de Fürstenberg dans le Harz, Wildenfels en Saxe.
- Ophicalce veinée : il offre des taches irrégulières de calcaire blanc gris, rougeâtre séparées par des veines vertes de talc et de serpentine, et des veinules blanches de calcaire spathique, et offre une structure irrégulière très prononcée. Passe à l’ophiolite calcaire. Marbre vert, Vert d'Egypte, Verde antiquo, Vert de Suze (qui contient un peu d'asbeste). 
  - Sarrancolin (Pyrénées), Firmi et Cassagnes près de Najac (commercialisé sous le nom de marbre vert antique), Savennières en Maine-et-Loire, Montagne Santa-Maria près de Florence, polzevere de Lavazera et dans le Golfe de La Spezia près de Gênes, New Haven dans le Connecticut…

## Couleurs
- Couleurs dominantes: mélange de rouge et de rose et surtout, vert, disposées en veinules et veines formant des réseaux irréguliers, soit à mailles angulaires, soit à mailles arrondies. (La matière talcite est verdâtre, le calcaire est blanc, parfois rougeâtre ou brun. La présence de couleur rouge serait due à la présence de  fer et la couleur verte à la présence d'olivine plus ou moins serpentinisée ou de serpentine.)

- Source de marbres estimés comme le Vert antique, le Campan, le poszvera, le sérancolin : le marbre vert de Maurin est utilisé comme marbre décoratif car il offre un beau poli brillant externe,  à l'intérieur traversé par des veines de talc, calcaire spathique, serpentine[4].

## Structure
Structure tantôt  brouillée (les veines et lames de talc traversent la roche dans tous les sens et y forment des réseaux irréguliers) tantôt amygdaline (le calcaire est en petites masses ovoïdes entouré de serpentine). Les parties sont de formations simultanées, parfois le calcaire s'est cristallisé avant la serpentine, mais on trouve entre les deux matières une liaison chimique. 
La cassure est droite et rarement raboteuse. Les ophicalces passent au cipolin, au calcaire saccharoïde ou compact, au calceschiste. 
Roche attaquée par les acides (en raison du calcaire). Ces roches résistent très  peu en extérieur aux conditions météorologiques, où elles perdent leur poli et sont donc plutôt utilisées en marbres d'intérieur et comme marbres décoratifs.

## Gisements
- Allemagne : Fürstenberg[6] dans le Harz ;
- Canada : marbre de Saint-Joseph-de-Beauce au Québec, et Montagnes Vertes dans les  Adirondacks ;
- Égypte : marbre de Cosseir ;
- Espagne :  carrières de Barranco de San Juan, près de Grenade[7] ;
- États-Unis : nord de New York ;
- France : Pyrénées (marbre vert d'Estours) et Alpes (marbre de Maurin) ;
- Inde : ouest,  Hazaribagh et Chhindwara ;
- Grèce : Larissa et Tinos ;
- Irlande : marbres du Connemara ;
- Italie : Ligurie, Toscane, vallée d'Aoste et île d'Elbe ;
- Norvège : Klenjlid ;
- Royaume-Uni : Glentilt, Perthshire et Écosse.

## Exemples d'ophicalcites
De nombreux marbres sont des ophicalces en particulier le marbre vert teinté de serpentine.
- Marbre vert de mer.
- Marbre vert de Maurin.
- Marbre vert d'Estours.
- Marbre vert de Saint-Véran[8].
- Marbre Campan[9].
- Marbres antiques.
- Marbre vert de  Tinos[10]